# Horváth Miklós (matematikus)
Horváth Miklós (Lovasberény, 1935. november 25.– Gießen, NSZK, 1986. szeptember 7.) matematika-fizika szakos tanár, a matematikai tudományok kandidátusa.

## Életpályája
1959-ben diplomázott a szegedi egyetemen matematika-fizika tanári szakon, majd 1964 és 1967 között elvégezte a filozófia szakot az ELTE-n. 1984-ben a matematikai tudományok kandidátusa címet szerzett. 1979-ig Székesfehérvárott, a Teleki Blanka Gimnázium tanára. Láng Hugóval közösen egy évtizedre bekapcsolták a gimnáziumot a matematika tagozatos képzésbe. Diákjaitól a Mitya becenevet kapta. 1979-től haláláig az ELTE numerikus analízis tanszékének oktatója.

## Kutatásai
Aktívan részt vett a Tudományos Ismeretterjesztő Társulat (TIT) munkájában és matematikatörténeti, didaktikai kutatásokat végzett a Bolyai Társulat és az MTA megbízásából. Tudományos vizsgálataiban főleg Leibniz filozófiai és matematikai munkásságával foglalkozott. Anyaggyűjtés céljából sokat kutatott a hannoveri Leibniz-Archivumban. Több előadást tartott bel- és külföldön az általa feltárt Leibniz-anyagról.

## Cikkek, könyvek
- Matematikatörténeti tanulmányok című kiadatlan kéziratát az MTA Matematikai Kutató Intézete őrzi.
- A végtelen kicsinek problémája a matematikában Leibniznél (Matematikai Lapok, 1978-1982. 1-3. füzet)
- Leibniz „Methodus tangentium inversa seu defunctionibus” című kéziratáról (Matematikai Lapok, 1978-1983. 1-3. füzet)